# Rudník (Košice)
Rudník (in ungherese Rudnok) è un comune della Slovacchia facente parte del distretto di Košice-okolie, nella regione di Košice.